# Guardián del Agua
El Guardián del Agua es una criatura ficticia perteneciente al legendarium del escritor británico J. R. R. Tolkien, que aparece en su novela El Señor de los Anillos, concretamente en el primer volumen, La Comunidad del Anillo. Vive al acecho, en un lago junto a las puertas de Moria creado cuando los enanos represaron el río Sirannon; y Balin lo nombra más de veinte años antes del episodio en el que la Comunidad del Anillo llega a las puertas de Moria. Tolkien no narró los orígenes de esta criatura en sus obras, ni la describió en detalle, pero algunos autores la han descrito como un gran calamar o incluso el legendario kraken de la mitología nórdica.

## Nombre
«Guardián del Agua» (Watcher in the Water en la versión original en inglés) es solo un apelativo empleado por Tolkien en El Señor de los Anillos para referirse a esta criatura, pues no le dio ningún nombre propio. En varios de sus escritos se refiere a ella simplemente como «El Guardián» (The Watcher en el original inglés).

## Historia ficticia
En El Señor de los Anillos, cuando la Comunidad del Anillo viajaba hacia el Monte del Destino para destruir el Anillo Único se vio obligada a elegir un camino; el paso de Rohan, el camino del monte Caradhras o el que atravesaba las minas de Moria, donde un balrog residía. Eligieron como primera opción el camino de las montañas, pero las condiciones climáticas les obligaron a volver atrás y tomar el de Moria.
La Comunidad localizó la entrada de Moria: las puertas de Durin. Estas requirieron una contraseña para entrar, con la que finalmente dieron, pero para lo cual debieron permanecer fuera un tiempo, montando guardia para protegerse de los huargos y de un peligro que desconocían: una criatura que moraba en el lago, el «Guardián del Agua».

Un largo y sinuoso tentáculo se había arrastrado fuera del agua; era de color pálido, fosforescente y húmedo. La extremidad provista de dedos había aferrado a Frodo y estaba llevándolo hacia el agua. Sam, de rodillas, lo atacaba a cuchilladas.
El brazo soltó a Frodo, y Sam arrastró a Frodo alejándolo de la orilla y pidiendo auxilio. Aparecieron otros veinte tentáculos extendiéndose como ondas. El agua oscura hirvió, y el hedor era espantoso.
— Tolkien, 1978, libro II, cap. 4 «Un viaje en la oscuridad». 

Inintencionalmente, Boromir disturbó las aguas del lago, enturbiando el agua, y poco después el Guardián atacó a Frodo cuando se disponían a entrar en Moria. La criatura agarró a Frodo con un largo y luminoso tentáculo de color verde pálido, y lo arrastró hacia la orilla. Sam mantuvo a raya al tentáculo con su espada, pero otros muchos (en el libro se dice que 20 o más, tal vez en sentido metafórico) emergieron del agua. La Comunidad huyó a las minas y los tentáculos cerraron las puertas, destrozando los árboles de la orilla y bloqueando la puerta por un desprendimiento de rocas. La Comunidad no tuvo otra alternativa que atravesar las minas hasta encontrar la otra salida. Ya dentro, Gandalf y otros de la Comunidad advirtieron que la criatura atacó a Frodo por ser el Portador del Anillo; también, tanto Frodo como Gandalf no estaban seguros si era una criatura o más de una. Como Gandalf comentó, «Algo ha venido arrastrándose o ha sido sacado de las aguas oscuras bajo las montañas. Hay criaturas más antiguas y horribles que los orcos en las profundidades del mundo».
Después de viajar por los túneles, encontraron el Libro de Mazarbul, un diario de la fallida expedición del enano Balin en el interior de las minas para retomar Moria. En ese manuscrito se relataba: «No podemos salir. No podemos salir. Han tomado el puente y la segunda sala. Frár y Lóni y Náli murieron allí... hace cinco días... la laguna llega a los muros de la Puerta del Oeste. El Guardián del Agua se llevó a Óin. No podemos salir. El fin se acerca... tambores, tambores en los abismos... están acercándose».

## Concepción y creación
—Sentí que había algo horrible cerca desde el momento en que mi pie tocó el agua —dijo Frodo—. ¿Qué era eso, o había muchos?
—No lo sé —respondió Gandalf—, pero todos los brazos tenían un solo propósito. Algo ha venido arrastrándose o ha sido sacado de las aguas oscuras bajo las montañas. Hay criaturas más antiguas y horribles que los orcos en las profundidades del mundo.
 No dijo lo que pensaba: cualquiera que fuese la naturaleza de aquello que habitaba en la laguna, había atacado a Frodo antes que a los demás.
— Tolkien, 1978, libro II, cap. 4 «Un viaje en la oscuridad». 

Una versión anterior del encuentro de la Comunidad con el Guardián puede ser encontrada en El retorno de la Sombra, parte de La historia de la Tierra Media, donde el desarrollo textual de la fantasía relacionada con la Tierra Media es discutida y analizada por su ejecutor literario, Christopher Tolkien. El libro (uno de cuatro en la serie) se centra en El Señor de los Anillos.
El episodio es encontrado en el capítulo «Las minas de Moria», equivalente a «Un viaje en la oscuridad» en La Comunidad del Anillo. La descripción es prácticamente la misma que en la versión finalmente publicada, excepto por los nombres de algunos personajes; la emersión, apariencia física y habilidades de ataque de la criatura y la ruptura de las Puertas de Moria son las mismas.
Dado que Tolkien nunca constata explícitamente qué tipo de criatura es, otros autores se han sentido libres de especular sobre su naturaleza y orígenes. En The Complete Tolkien Companion, James E. A. Tyler postula que el Guardián es un dragón frío: «...estos dragones confían en su fuerza y su velocidad (la criatura que atacó al Portador del Anillo en el Lago de Moria pudo haber sido uno de estos)». En su Bestiario de Tolkien, David Day dice que el Guardián es un kraken; sin embargo, añade que hay serias diferencias entre el kraken del folclore escandinavo y el Guardián del Agua. No obstante, Tolkien nunca describe la presencia de krakens en la Tierra Media. Otro escritor lo comparó con los calamares.
La ensayista Alison Harl especula que el Guardián puede ser un kraken creado por Melkor en Utumno. Harl también cree que el Guardián del Agua se presenta como un guardián cuyo objetivo, en el contexto del viaje arquetípico, es guardar las Puertas de Durin y franquear el paso a los héroes, tanto física como psicológica y espiritualmente. Esta «teoría del guardián» es sostenida por otros autores, como Joseph Campbell y Bill Moyers. Craig Hogg sugiere que el Guardián del Agua podría ser un guardián que ataca todo lo malvado; como el Anillo es malvado, el Guardián asume que Frodo también lo es por llevarlo.[cita requerida]

## Representación en adaptaciones
El Guardián del Agua aparece en las dos adaptaciones cinematográficas de El Señor de los Anillos: la película animada de Ralph Bakshi de 1978 y la película de Peter Jackson El Señor de los Anillos: la Comunidad del Anillo (2001). El trabajo de Bakshi sigue con bastante fidelidad la descripción dada en el libro, pues a la criatura solo se le ven los tentáculos.
En la adaptación de Jackson, el Guardián es retratado como un colosal monstruo de aspecto similar a un calamar gigante, pero con doce tentáculos y una boca con mandíbulas y dientes afilados en un rostro superficialmente humanoide. La secuencia de lucha es similar a la del libro, aunque más amplia, con el Guardián levantando a Frodo por los aires y Legolas asaeteando al monstruo para obligarle a retroceder mientras todos se internan en Moria. Peter Jackson reveló en unos comentarios que había pensado en una escena en la que el Guardián apresaba y arrastraba al póney Bill, pero esa idea fue abandonada. También expuso su creencia de que las «criaturas sin nombre» que según Gandalf roen la tierra bajo Moria, y en cuyos túneles lucha con el balrog, podrían haber sido seres como el Guardián del Agua. Originalmente, la escena en la que Gandalf y el balrog caen a un lago subterráneo iba a contener también varias criaturas similares al Guardián, las cuales huirían nadando al sentir la caída de ambos.
El juego de estrategia de El Señor de los Anillos de Games Workshop, basado en la película de Jackson, llama al Guardián «el Guardián de las Puertas de Durin». Debido a la popularidad de la criatura, otros objetos del Guardián fueron lanzados después de la película.
El Guardián hizo su primera aparición en un videojuego en el videojuego de la primera película, y después apareció en varios otros. El monstruo figura en el logo al inicio de los juegos de La batalla por la Tierra Media frente a las puertas que llevan a Moria. En el segundo juego de la saga, La batalla por la Tierra Media II, el Guardián puede ser comprado por puntos por la facción de Isengard o los trasgos para usarlo como arma. Puede atacar a varios enemigos simultáneamente con sus tentáculos, y si atrapa a uno puede devorarlo para recuperar salud. Si es derrotado, se retira a las aguas subterráneas hasta la próxima vez que es invocado.
En El Señor de los Anillos online: Minas de Moria, el Guardián aparece por primera vez matando a varios enanos de la compañía de Broin. Después de que el jugador consigue un arma legendaria capaz de herirle y batalla contra él, cortando varios de sus tentáculos, el Guardián del Agua se retira, dejando el paso libre a Moria. En una de las mazmorras jugables, el Guardián aparece de nuevo y es posible matarlo, requiriendo un gran grupo de jugadores de alto nivel. Después de morir, el Guardián suelta armas raras de la Primera Edad.
También aparece en el área de Moria en el juego El Señor de los Anillos: La Tercera Edad, siendo el primer enemigo importante al que la compañía de Berethor debe combatir. Sus ataques consisten principalmente de golpes con los tentáculos, y de un aliento tóxico que reduce la salud del grupo. Después de una breve pero fiera batalla, Berethor y los suyos consiguen enfurecer al Guardián lo suficiente como para que huya y les permita entrar en Moria. Poco después deben enfrentarse a él otra vez en una sección inundada de Moria, esta vez acabando con él de una vez por todas. Junto a esto, otros dos Guardianes idénticos al canónico aparecen en una misión secundaria en la misma área.